# 9000-talet f.Kr. (millennium)
9000-talet f.Kr. (niotusentalet före Kristus) är det 10:e millenniet f.Kr. 

Det utgör också inledningen på de mesolitiska och epipaleolitiska perioderna, som utgör de första delarna av den holocena epoken. Jordbruk, baserat på odlandet av primitiva former av hirs och ris, uppstår i Sydvästasien. Även om jordbruket även börjar utvecklas inom den bördiga halvmånen, dröjer det ytterligare 2 000 år innan det blir vanligt förekommande där.
Världens befolkning uppskattas vid denna tid vara mellan en och tio miljoner människor, varav de flesta lever i jägar-samlar-samhällen utspridda över alla kontinenter utom Antarktis och Zeelandia. Weichsel-istiden tar slut och den påföljande mellanistid, som pågår än i dag, gör att de norra delarna kan återbefolkas.

## Händelser
- Omkring 10 000 f.Kr.

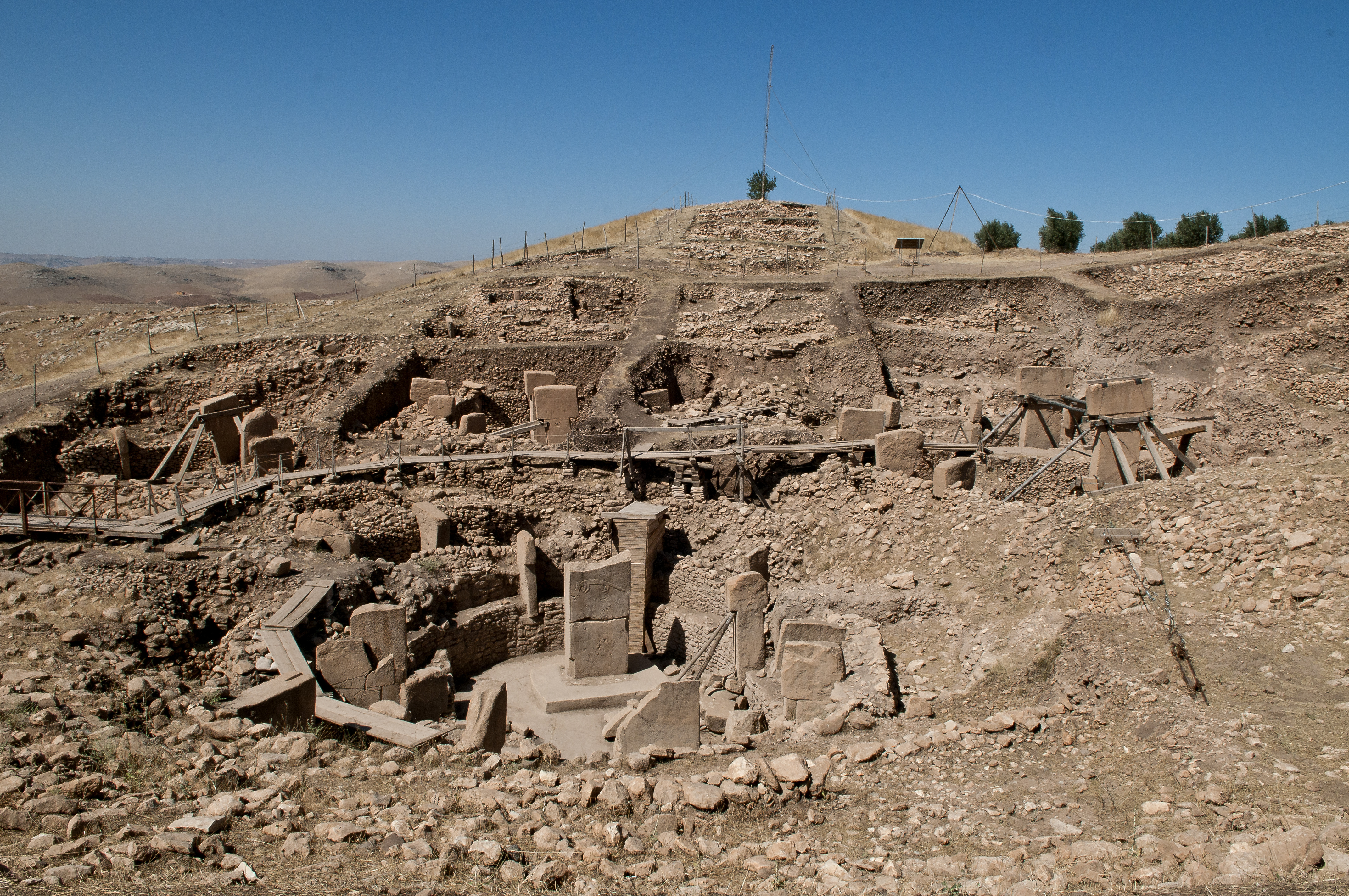
Göbekli Tepe i Şanlıurfa 2011

  - Den mesolitiska periodens första grottmålningar tillkommer och visar krig och religion.
  - Flaskkurbits börjar odlas och användas som transporteringskärl.
  - Den senaste istiden tar slut.
  - Homo floresiensis, den moderna människans sista människosläkting, dör ut.
- Omkring 9 700 f.Kr. – Yngre dryas- och pleistocenepokerna tar slut och den holocena epoken inleds.
- Omkring 9 500 f.Kr.
  - Vid denna tid finns det bevis för att man skördar, men inte nödvändigtvis odlar, vildgräs i Mindre Asien.
  - Första fasen av byggandet av tempelkomplexet i Göbekli Tepe inleds.[3]
  - Ögruppen Balearerna i Medelhavet befolkas.
  - Får tämjs i Mesopotamien.[4]
- Omkring 9 300 f.Kr. – Fikusträd odlas i Jordanflodens floddal.[5]
- Omkring 9 000 f.Kr.
  - Den neolitiska kulturen börjar i främre orienten.
  - De första stenstrukturerna i Jeriko byggs.
  - Hundar kan ha blivit tama så tidigt som 30 000 f.Kr., men med säkerhet sker det först vid denna tid, genom att vargar blir människans följeslagare och därmed utvecklas till nya raser. Forskare debatterar dock huruvida det först sker i Kina, Mellanöstern eller Europa.

### Gamla världen
- Asien – Grottor nära Kaspiska havet används som mänskliga boningar.
- Afrika – Muralmålningar i Etiopien och Eritrea visar på mänsklig aktivitet; några av de äldre målningarna tros ha tillkommit omkring 10 000 f.Kr.[6]
- Europa
  - Azilienfolk (målad sten-kultur) bebor norra delarna av nuvarande Spanien och södra delarna av nuvarande Frankrike.
  - Magdalénienkulturen blomstrar och skapar grottmålningar i nuvarande Frankrike.
  - Hästjakt inleds vid Solutré.
  - Norge – De första spåren efter människor i Norden finns i Randaberg.
  - Sydskandinavien – Den torrlagda Nordsjön och Kattegatt börjar vattenfyllas, vilket gör att landbryggan mellan Danmark och Storbritannien försvinner och de danska öarna bildas. Därmed avskiljs också de brittiska öarna från det europeiska fastlandet.
  - På grund av den snabba isavsmältningen stiger havsnivån så mycket som 35 meter, medan det landområde, som har varit nedtryckt av isen, stiger uppåt 180 meter.
- Jordan – Wadi Faynan (WF16), en stor, oval byggnad, tillkommer. Tidiga bönder lever här mellan 9 600 och 8 200 f.Kr. De odlar vilda växter, såsom vildhavre, pistasch och fikonträd, samt jagar och håller vildgetter, boskap och gaseller.[7]
- Iran – I Zagrosbergen nära Kermanshah uppträder mycket tidigt jordbruk (vete och havre)[8] Här finns också den äldsta förhistoriska byn i Mellanöstern, Sahneh, som tros ha tillkommit omkring 9 800 f.Kr.
- Syrien – Jerf el-Ahmar ockuperas mellan 9 200 och 8 700 f.Kr.
- Japan – Jōmonfolket använder lerkrukor, fiskar, jagar och samlar ekollon, nötter och ätbara fröer. Det finns omkring 10 000 kända boplatser.
- Mesopotamien – Folk börjar samla vilt vete och havre, troligtvis för att göra malt och sedan öl.
- Persien – Geten blir tamdjur.
- Sahara – Bubalusperioden inleds omkring 10 000 f.Kr. och varar till omkring 7 000 f.Kr.

### Amerika

#### Nordamerika
- Paleoindianer i jägar-samlar-samhällen för en nomadisk tillvaro.
- Blackwater Draw-strömmen formas i östra delen av nuvarande New Mexico, vilket utplånar alla spår av mänsklig aktivitet.
- Folsomkulturen blomstrar i de sydvästra delarna av nuvarande USA.
- Bosättningar i Nanu på Haida Gwaii i nuvarande British Columbia grundas, vilket blir den äldsta kända bosättningen i nuvarande Kanada.
- Petroglyfer vid Winnemuccasjön i nuvarande nordvästra Nevada vid Winnemucca Lake tillkommer vid denna tid, kanske så tidigt som 10 800 f.Kr. och kanske så sent som 8 500 f.Kr.[9]

### Australasien

#### Australien
- Aboriginer i jägar-samlar-samhällen för en nomadisk tillvaro.
- Arnhem-landbryggan översvämmas och norra Australien avskiljs från Papua Nya Guinea.
- Aboriginernas kost och land förändras efter den stora översvämningen. Många aboriginfolk byter från landjakt, som till exempel känguru, och börjar fiska vid de nya kusterna. Fiskar och sköldpaddor börjar uppträda i deras konst.
- Användandet av bumerangen upphör i nuvarande Arnhem Land och andra nordliga samhällen.

## Klimatförändringar
- Omkring 10 000 f.Kr.
  - Nordamerika – Jättevarg, smilodon, jättebäver, jättesengångare, columbiamammut, ullhårig mammut,[10] mastodont, kortnäst björn, gepard, sabeltandad katt, amerikansk kamel, amerikansk häst och amerikanskt lejon blir alla utdöda.
  - Long Island blir en ö när den västra änden översvämmas och tar sig in till din innanförliggande sjön.
  - Berings hav – Beringlandbryggan mellan Sibirien och Alaska översvämmas och avskiljer de amerikanska kontinenterna från Eurasien.
  - Europa – En permanent klimatförändring inleds, vilket leder till att de savannlevande renen, bison och paleolitiska jägarna drar sig tillbaka till de subarktiska områdena, och lämnar resten till skogsdjur såsom hjort och uroxe samt till mesolitiska samlare.
  - Världen – Allerödtiden medför klimatförbättringar. Havsnivåerna stiger snabbt och massiva översvämningar följer på issmältning.
- Omkring 9 700 f.Kr.
  - Agassizsjön i Nordamerika tillkommer.
  - Yngre dryas-perioden och den pleistocena perioden tar slut och den holocena inleds. Paleolitikum tar slut och mesolitikum inleds. Stora delar av tidigare istäckta landområden blir beboeliga igen.

## Kronologiska studier
- Den holocena kalendern, som utvecklades av Cesare Emiliani 1993, utgår från 10 000 f.Kr., så att alla årtal ökas med 10 000 (vilket bland annat innebär att år 2025 blir 12025 HE).

## I populärkulturen
- Omkring 10 000 f.Kr.
  - Filmen 10,000 BC utspelar sig vid denna tid.
  - Romanerna i serien om staden Opar av Philip José Farmer utspelas också vid denna tid.
  - Även författaren Robert E. Howards böcker om figuren Conan Barbaren utspelas vid denna tid och visar världen som del av den hyboriska eran, som i sin tur är en fantasiversion av världen.
- 9 564 f.Kr. – Stadsön Atlantis sjunker i havet, enligt Platon, som på 560-talet f.Kr. skriver att det var ”för 9 000 år sedan”.
- Omkring 9 500–9 000 f.Kr. – I Bryan Sykes roman Evas sju döttrar från 2001 lever klanmodern från Haplogoupp J i Mindre Asien eller den bördiga halvmånen.

## Fotnoter
1. ↑  Roberts (1994)
2. ↑  ”Historical Estimates of World Population”. US Census Bureau. Arkiverad från originalet den 2 januari 2011. https://web.archive.org/web/20110102201303/http://www.census.gov/ipc/www/worldhis.html. Läst 25 december 2010.
3. ↑  Curry, Andrew (1 november 2008). ”Gobekli Tepe: The World’s First Temple?”. Smithsonian Institution. http://www.smithsonianmag.com/history-archaeology/30706129.html. Läst 14 mars 2009.
4. ↑  Roberts
5. ↑  Kislev et al. (2006a, b), Lev-Yadun et al. (2006)
6. ↑  Pankhurst, Richard (1998). The Ethiopians. Oxford: Blackwell Publishers Ltd. sid. 5. ISBN 978-0-631-18468-3
7. ↑  First Buildings May Have Been Community Centers, Science Magazine, 2 maj 2011.
8. ↑  Farming Got Hip In Iran Some 12,000 Years Ago, Ancient Seeds Reveal, 5 juli 2013
9. ↑  Ker Than (15 augusti 2013). ”Oldest North American Rock Art May Be 14,800 Years Old”. National Geographic. http://news.nationalgeographic.com/news/2013/08/130815-lake-winnemucca-petroglyphs-ancient-rock-art-nevada/. Läst 16 augusti 2013.
10. ↑  ”Chronology of World History”. Arkiverad från originalet den 18 oktober 2011. https://web.archive.org/web/20111018123038/http://www.islandnet.com/~KPOLSSON/worldhis/index.htm. Läst 18 juli 2011.